# Ari Lehtonen
Ari Veikko Erik Lehtonen, född 31 januari 1976 i Stockholm, är en sverigefinsk musikproducent och låtskrivare. Som låtskrivare har han bland annat varit aktiv i Melodifestivalen där han har varit med och skrivit bidragen "You are the Sunshine of My Life" till Jennifer Eskola (2004), "Mina fyra årstider" till Arja Saijonmaa (2019) och "Rena rama ding dong" till Eva Rydberg och Ewa Roos (2021).